# Rüdersdorf bei Berlin
Rüdersdorf bei Berlin är en kommun och ort i Tyskland, belägen i Landkreis Märkisch-Oderland i förbundslandet Brandenburg, 30 km öster om centrala Berlin. Kommunen utgör en Berlinförort inom Berlin/Brandenburgs storstadsområde och  bildades 2003 genom sammanslagning av kommunerna Hennickendorf, Herzfelde, Rüdersdorf bei Berlin och Lichtenowi i det dåvarande Amt Rüdersdorf. Orten är känd för sina kalkstensbrott och sin cementtillverkning.

## Geografi

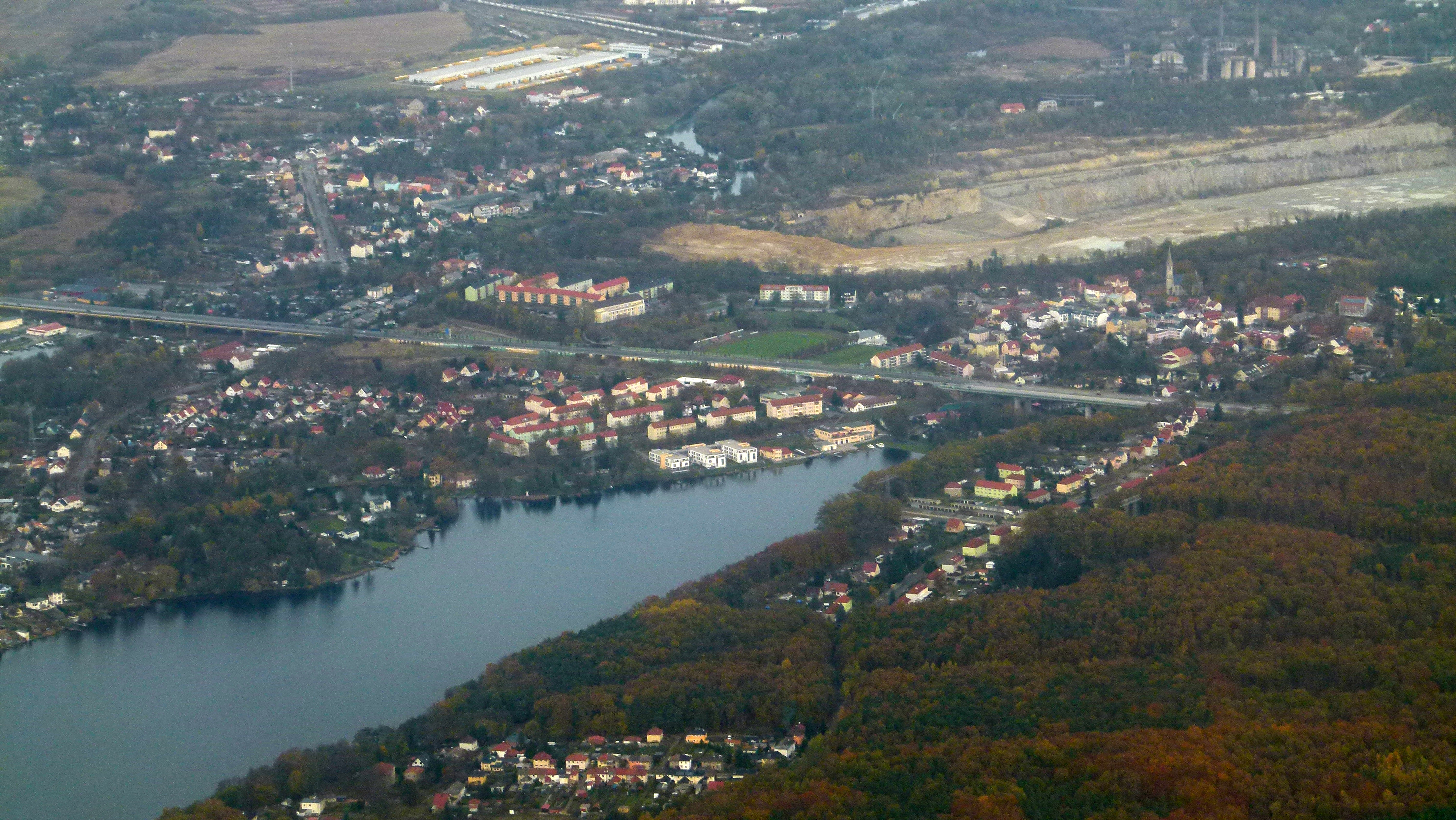
Flygfoto över ortscentrum.

Rüdersdorf ligger omkring 30 km öster om Berlins centrum, strax utanför stadsgränsen vid Woltersdorf.
Ortens geologi är unik för Brandenburg genom den rikliga förekomsten av kalksten, de största fyndigheterna i regionen.

### Administrativ indelning
Rüdersdorf bei Berlin är en självadministrerande kommun (Gemeinde). Förutom centralorten Rüdersdorf utgör tre mindre orter kommundelar (Ortsteile) i kommunen:
- Hennickendorf
- Herzfelde
- Lichtenow

## Historia

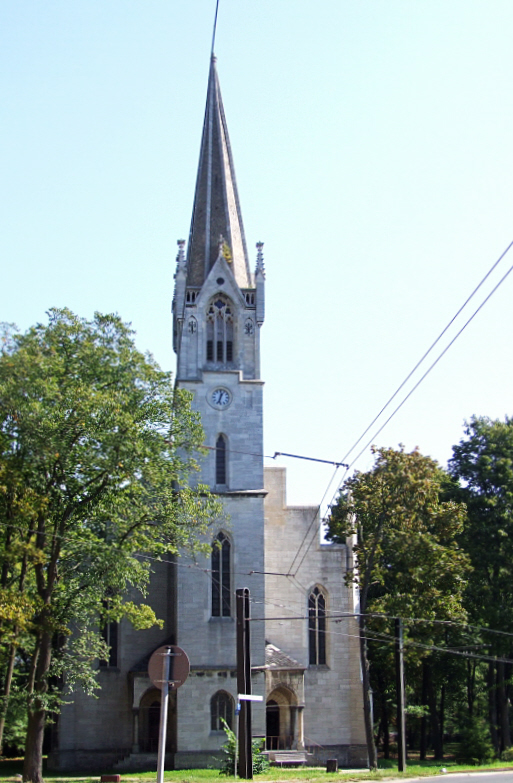
Kalkberges kyrka, uppförd efter ritningar av Friedrich August Stüler.

Kalkbrottet öppnades i mitten av 1200-talet och sten från brottet användes vid bygget av dominikanklostret i Strausberg 1254. Ortens industri har varit en viktig leverantör av kalksten och byggmaterial till Berlintrakten oavbrutet sedan dess, med ett stort uppsving under Berlins expansion under de senaste århundradena, vilket har format ortens landskap. Expansionen ledde i början av 1980-talet till att de historiska delarna av byn Kalkberge flyttades vid anläggandet av en ny cementtillverkningsanläggning.

## Kultur och sevärdheter
Vid de historiska delarna av kalkbrotten finns idag ett industrihistoriskt museum med en museipark.

## Kommunikationer
Genom ortens centrum passerar Berlins ringmotorväg A10, med avfarten Rüdersdorf. Förbundsvägarna Bundesstrasse 1 och Bundesstrasse 5 har gemensam sträckning genom orten från Berlin i riktning mot Müncheberg, där de delas och fortsätter mot Kostrzyn nad Odrą respektive Frankfurt (Oder).
En spårvägslinje (Tram 88) sammanbinder ortens centrum med Schöneiche bei Berlin och Friedrichshagen. Bussförbindelser finns bland annat mot Strausberg och Erkner.